# Lisa Raymond
| Rang                | Tennisspielerin         | Wochen |
| ------------------- | ----------------------- | ------ |
| 1.                  | Martina Navratilova     | 237    |
| 2.                  | Liezel Huber            | 199    |
| 3.                  | Cara Black              | 163    |
| 4.                  | Kateřina Siniaková      | 152    |
| 5.                  | Lisa Raymond            | 137    |
| 6.                  | Natallja Swerawa        | 124    |
| 7.                  | Arantxa Sánchez Vicario | 111    |
| 8.                  | Roberta Vinci           | 110    |
| Stand: 19. Mai 2025 |                         |        |

Lisa Raymond (* 10. August 1973 in Norristown, Pennsylvania) ist eine ehemalige US-amerikanische Tennisspielerin. Sie stand 137 Wochen an der Spitze der Doppelweltrangliste und gewann 79 Doppeltitel, davon sechs Grand-Slams.

## Karriere
Raymond begann im Alter von sieben Jahren mit dem Tennisspielen. Sie zählt zu den besten Doppelspielerinnen der Welt, bei Grand-Slam-Turnieren gewann sie bereits sechs Titel im Doppel und fünf im Mixed. Außerdem gewann sie vier Mal den Doppeltitel bei den WTA Tour Championships.
Im Einzel erreichte Raymond je einmal das Viertelfinale bei den Australian Open und in Wimbledon; sie gewann vier Titel auf der WTA Tour, davon zwei beim WTA-Turnier in Memphis. Außerdem besiegte sie im Laufe ihrer Karriere mehrere Weltklassespielerinnen wie Venus Williams, Arantxa Sánchez Vicario, Monica Seles und Martina Hingis. Ihre höchste Position in der Weltrangliste war Platz 15 (1997). Ihr letztes Einzel auf der Tour bestritt sie im Februar 2007 in Memphis.
Zwischen 1997 und 2008 spielte sie 23 Fed-Cup-Partien für die US-amerikanische Fed-Cup-Mannschaft, bei denen sie 14 Siege feierte.
In der Doppelweltrangliste belegte Raymond erstmals im Juni 2000 Platz 1; insgesamt führte sie die Liste 121 Wochen lang an. Sie gewann 79 Titel im Doppel, davon 33 zusammen mit der Australierin Rennae Stubbs und 20 mit deren Landsfrau Samantha Stosur, sowie 2001 den Fed Cup und 2006 den Hopman Cup. Ab Sommer 2011 bis zum Wimbledon-Turnier 2014 war ihre Landsfrau Liezel Huber ihre feste Doppelpartnerin, mit ihr kam sie auf neun gemeinsame WTA-Titel.
Nach den US Open 2015 beendete sie ihre Karriere.

## Turniersiege

### Einzel
| Nr. | Datum            | Turnier    | Kategorie    | Belag             | Finalgegnerin       | Ergebnis       |
| --- | ---------------- | ---------- | ------------ | ----------------- | ------------------- | -------------- |
| 1.  | 27. Oktober 1996 | Québec     | WTA Tier III | Teppich (Halle)   | Els Callens         | 6:4, 6:4       |
| 2.  | 18. Juni 2000    | Birmingham | WTA Tier III | Rasen             | Tamarine Tanasugarn | 6:2, 6:77, 6:4 |
| 3.  | 23. Februar 2002 | Memphis    | WTA Tier III | Hartplatz (Halle) | Alexandra Stevenson | 4:6, 6:3, 7:69 |
| 4.  | 22. Februar 2003 | Memphis    | WTA Tier III | Hartplatz (Halle) | Amanda Coetzer      | 6:3, 6:2       |

### Doppel
| Nr. | Datum              | Turnier         | Kategorie              | Belag             | Partnerin           | Finalgegnerinnen                       | Ergebnis          |
| --- | ------------------ | --------------- | ---------------------- | ----------------- | ------------------- | -------------------------------------- | ----------------- |
| 1.  | 26. September 1993 | Tokio           | WTA Tier II            | Hartplatz         | Chanda Rubin        | Amanda Coetzer Linda Harvey-Wild       | 6:4, 6:1          |
| 2.  | 27. Februar 1994   | Indian Wells    | WTA Tier II            | Hartplatz         | Lindsay Davenport   | Manon Bollegraf Helena Suková          | 6:2, 6:4          |
| 3.  | 5. März 1995       | Indian Wells    | WTA Tier II            | Hartplatz         | Lindsay Davenport   | Larisa Neiland Arantxa Sánchez Vicario | 2:6, 6:4, 6:3     |
| 4.  | 3. November 1996   | Chicago         | WTA Tier II            | Teppich (Halle)   | Rennae Stubbs       | Angela Lettiere Nana Miyagi            | 6:1, 6:1          |
| 5.  | 17. November 1996  | Philadelphia    | WTA Tier II            | Teppich (Halle)   | Rennae Stubbs       | Nicole Arendt Lori McNeil              | 6:4, 3:6, 6:3     |
| 6.  | 26. Oktober 1997   | Québec          | WTA Tier III           | Teppich (Halle)   | Rennae Stubbs       | Alexandra Fusai Nathalie Tauziat       | 6:4, 6:7, 7:5     |
| 7.  | 16. November 1997  | Philadelphia    | WTA Tier II            | Teppich (Halle)   | Rennae Stubbs       | Lindsay Davenport Jana Novotná         | 6:3, 7:5          |
| 8.  | 22. Februar 1998   | Hannover        | WTA Tier II            | Teppich (Halle)   | Rennae Stubbs       | Jelena Lichowzewa Caroline Vis         | 6:1, 6:7, 6:3     |
| 9.  | 16. August 1998    | Boston          | WTA Tier III           | Hartplatz         | Rennae Stubbs       | Mariaan de Swardt Mary Joe Fernández   | 6:4, 6:4          |
| 10. | 28. Februar 1999   | Oklahoma        | WTA Tier III           | Hartplatz (Halle) | Rennae Stubbs       | Amanda Coetzer Jessica Steck           | 6:3, 6:4          |
| 11. | 28. August 1999    | New Haven       | WTA Tier II            | Hartplatz         | Rennae Stubbs       | Jelena Lichowzewa Jana Novotná         | 7:6, 6:2          |
| 12. | 17. Oktober 1999   | Zürich          | WTA Tier I             | Hartplatz (Halle) | Rennae Stubbs       | Nathalie Tauziat Natallja Swerawa      | 6:2, 6:2          |
| 13. | 24. Oktober 1999   | Moskau          | WTA Tier I             | Teppich (Halle)   | Rennae Stubbs       | Julie Halard Anke Huber                | 6:1, 6:0          |
| 14. | 14. November 1999  | Philadelphia    | WTA Tier II            | Teppich (Halle)   | Rennae Stubbs       | Chanda Rubin Sandrine Testud           | 6:1, 7:6          |
| 15. | 30. Januar 2000    | Australian Open | Grand Slam             | Hartplatz         | Rennae Stubbs       | Martina Hingis Mary Pierce             | 6:4, 5:7, 6:4     |
| 16. | 21. Mai 2000       | Rom             | WTA Tier I             | Sand              | Rennae Stubbs       | Arantxa Sánchez Vicario Magüi Serna    | 6:3, 4:6, 6:3     |
| 17. | 26. Mai 2000       | Madrid          | WTA Tier III           | Sand              | Rennae Stubbs       | Gala León García María Sánchez Lorenzo | 6:1, 6:3          |
| 18. | 6. August 2000     | San Diego       | WTA Tier II            | Hartplatz         | Rennae Stubbs       | Lindsay Davenport Anna Kurnikowa       | 4:6, 6:3, 7:66    |
| 19. | 4. Februar 2001    | Tokio           | WTA Tier I             | Teppich (Halle)   | Rennae Stubbs       | Anna Kurnikowa Iroda Toʻlaganova       | 7:65, 2:6, 7:66   |
| 20. | 4. März 2001       | Scottsdale      | WTA Tier II            | Hartplatz         | Rennae Stubbs       | Kim Clijsters Meghann Shaughnessy      | kampflos          |
| 21. | 22. April 2001     | Charleston      | WTA Tier I             | Sand              | Rennae Stubbs       | Virginia Ruano Pascual Paola Suárez    | 5:7, 7:65, 6:3    |
| 22. | 23. Juni 2001      | Eastbourne      | WTA Tier II            | Rasen             | Rennae Stubbs       | Cara Black Jelena Lichowzewa           | 6:2, 6:2          |
| 23. | 8. Juli 2001       | Wimbledon       | Grand Slam             | Rasen             | Rennae Stubbs       | Kim Clijsters Ai Sugiyama              | 6:4, 6:3          |
| 24. | 9. September 2001  | US Open         | Grand Slam             | Hartplatz         | Rennae Stubbs       | Kimberly Po-Messerli Nathalie Tauziat  | 6:2, 5:7, 7:5     |
| 25. | 14. Oktober 2001   | Filderstadt     | WTA Tier II            | Hartplatz (Halle) | Lindsay Davenport   | Justine Henin Meghann Shaughnessy      | 6:4, 6:74, 7:5    |
| 26. | 21. Oktober 2001   | Zürich          | WTA Tier I             | Hartplatz (Halle) | Lindsay Davenport   | Sandrine Testud Roberta Vinci          | 6:3, 2:6, 6:2     |
| 27. | 4. November 2001   | München         | WTA Tour Championships | Teppich (Halle)   | Rennae Stubbs       | Cara Black Jelena Lichowzewa           | 7:5, 3:6, 6:3     |
| 28. | 11. Januar 2002    | Sydney          | WTA Tier II            | Hartplatz         | Rennae Stubbs       | Martina Hingis Anna Kurnikowa          | kampflos          |
| 29. | 3. Februar 2002    | Tokio           | WTA Tier I             | Teppich (Halle)   | Rennae Stubbs       | Els Callens Roberta Vinci              | 6:1, 6:1          |
| 30. | 3. März 2002       | Scottsdale      | WTA Tier II            | Hartplatz         | Rennae Stubbs       | Cara Black Jelena Lichowzewa           | 6:3, 5:7, 7:64    |
| 31. | 16. März 2002      | Indian Wells    | WTA Tier I             | Hartplatz         | Rennae Stubbs       | Jelena Dementjewa Janette Husárová     | 7:5, 6:0          |
| 32. | 30. März 2002      | Miami           | WTA Tier I             | Hartplatz         | Rennae Stubbs       | Virginia Ruano Pascual Paola Suárez    | 7:64, 6:74, 6:3   |
| 33. | 21. April 2002     | Charleston      | WTA Tier I             | Sand              | Rennae Stubbs       | Alexandra Fusai Caroline Vis           | 6:4, 3:6, 7:64    |
| 34. | 22. Juni 2002      | Eastbourne      | WTA Tier II            | Rasen             | Rennae Stubbs       | Cara Black Jelena Lichowzewa           | 6:75, 7:66, 6:2   |
| 35. | 28. Juli 2002      | Stanford        | WTA Tier II            | Hartplatz         | Rennae Stubbs       | Janette Husárová Conchita Martínez     | 6:1, 6:1          |
| 36. | 13. Oktober 2002   | Filderstadt     | WTA Tier II            | Hartplatz (Halle) | Lindsay Davenport   | Meghann Shaughnessy Paola Suárez       | 6:2, 6:4          |
| 37. | 15. März 2003      | Indian Wells    | WTA Tier I             | Hartplatz         | Lindsay Davenport   | Kim Clijsters Ai Sugiyama              | 3:6, 6:4, 6:1     |
| 38. | 20. April 2003     | Amelia Island   | WTA Tier II            | Sand              | Lindsay Davenport   | Virginia Ruano Paola Suárez            | 7:5, 6:2          |
| 39. | 21. Juni 2003      | Eastbourne      | WTA Tier II            | Rasen             | Lindsay Davenport   | Jennifer Capriati Magüi Serna          | 6:3, 6:2          |
| 40. | 27. Juli 2003      | Stanford        | WTA Tier II            | Hartplatz         | Cara Black          | Cho Yoon-jeong Francesca Schiavone     | 7:65, 6:1         |
| 41. | 12. Oktober 2003   | Filderstadt     | WTA Tier II            | Hartplatz (Halle) | Rennae Stubbs       | Cara Black Martina Navratilova         | 6:2, 6:4          |
| 42. | 2. November 2003   | Philadelphia    | WTA Tier II            | Hartplatz (Halle) | Martina Navratilova | Cara Black Rennae Stubbs               | 6:3, 6:4          |
| 43. | 22. Mai 2004       | Wien            | WTA Tier III           | Sand              | Martina Navratilova | Cara Black Rennae Stubbs               | 6:2, 7:5          |
| 44. | 7. November 2004   | Philadelphia    | WTA Tier II            | Hartplatz (Halle) | Alicia Molik        | Liezel Huber Corina Morariu            | 7:5, 6:4          |
| 45. | 18. Juni 2005      | Eastbourne      | WTA Tier II            | Rasen             | Rennae Stubbs       | Jelena Lichowzewa Wera Swonarjowa      | 6:3, 7:5          |
| 46. | 27. August 2005    | New Haven       | WTA Tier II            | Hartplatz         | Samantha Stosur     | Gisela Dulko Marija Kirilenko          | 6:2, 6:76, 6:1    |
| 47. | 10. September 2005 | US Open         | Grand Slam             | Hartplatz         | Samantha Stosur     | Jelena Dementjewa Flavia Pennetta      | 6:2, 5:7, 6:3     |
| 48. | 2. Oktober 2005    | Luxemburg       | WTA Tier II            | Hartplatz (Halle) | Samantha Stosur     | Cara Black Rennae Stubbs               | 7:5, 6:1          |
| 49. | 16. Oktober 2005   | Moskau          | WTA Tier I             | Teppich (Halle)   | Samantha Stosur     | Cara Black Rennae Stubbs               | 6:2, 6:4          |
| 50. | 13. November 2005  | Los Angeles     | WTA Tour Championships | Hartplatz (Halle) | Samantha Stosur     | Cara Black Rennae Stubbs               | 6:75, 7:5, 6:4    |
| 51. | 5. Februar 2006    | Tokio           | WTA Tier I             | Teppich (Halle)   | Samantha Stosur     | Cara Black Rennae Stubbs               | 6:2, 6:1          |
| 52. | 25. Februar 2006   | Memphis         | WTA Tier III           | Hartplatz (Halle) | Samantha Stosur     | Wiktoryja Asaranka Caroline Wozniacki  | 7:62, 6:3         |
| 53. | 18. März 2006      | Indian Wells    | WTA Tier I             | Hartplatz         | Samantha Stosur     | Virginia Ruano Meghann Shaughnessy     | 6:2, 7:5          |
| 54. | 1. April 2006      | Miami           | WTA Tier I             | Hartplatz         | Samantha Stosur     | Martina Navratilova Liezel Huber       | 6:4, 7:5          |
| 55. | 16. April 2006     | Charleston      | WTA Tier I             | Sand              | Samantha Stosur     | Virginia Ruano Meghann Shaughnessy     | 3:6, 6:1, 6:1     |
| 56. | 10. Juli 2006      | French Open     | Grand Slam             | Sand              | Samantha Stosur     | Daniela Hantuchová Ai Sugiyama         | 6:3, 6:2          |
| 57. | 8. Oktober 2006    | Stuttgart       | WTA Tier II            | Hartplatz (Halle) | Samantha Stosur     | Cara Black Rennae Stubbs               | 6:3, 6:4          |
| 58. | 29. Oktober 2006   | Linz            | WTA Tier II            | Hartplatz (Halle) | Samantha Stosur     | Katarina Srebotnik Corina Morariu      | 6:3, 6:0          |
| 59. | 5. November 2006   | Hasselt         | WTA Tier III           | Hartplatz (Halle) | Samantha Stosur     | Eleni Daniilidou Jasmin Wöhr           | 6:2, 6:3          |
| 60. | 12. November 2006  | Madrid          | WTA Tour Championships | Hartplatz (Halle) | Samantha Stosur     | Cara Black Rennae Stubbs               | 3:6, 6:3, 6:3     |
| 61. | 4. Februar 2007    | Tokio           | WTA Tier I             | Teppich (Halle)   | Samantha Stosur     | Vania King Rennae Stubbs               | 7:66, 3:6, 7:5    |
| 62. | 17. März 2007      | Indian Wells    | WTA Tier I             | Hartplatz         | Samantha Stosur     | Chan Yung-jan Chuang Chia-jung         | 6:3, 7:5          |
| 63. | 1. April 2007      | Miami           | WTA Tier I             | Hartplatz         | Samantha Stosur     | Cara Black Liezel Huber                | 6:4, 3:6, [10:2]  |
| 64. | 13. Mai 2007       | Berlin          | WTA Tier I             | Sand              | Samantha Stosur     | Roberta Vinci Tathiana Garbin          | 6:3, 6:4          |
| 65. | 23. Juni 2007      | Eastbourne      | WTA Tier II            | Rasen             | Samantha Stosur     | Květa Peschke Rennae Stubbs            | 6:75, 6:4, 6:3    |
| 66. | 1. März 2008       | Memphis         | WTA Tier III           | Hartplatz (Halle) | Lindsay Davenport   | Angela Haynes Mashona Washington       | 6:3, 6:1          |
| 67. | 23. August 2008    | New Haven       | WTA Tier II            | Hartplatz         | Květa Peschke       | Sorana Cîrstea Monica Niculescu        | 4:6, 7:5, [10:5]  |
| 68. | 18. Oktober 2009   | Osaka           | WTA International      | Hartplatz         | Chuang Chia-jung    | Chanelle Scheppers Abigail Spears      | 6:2, 6:4          |
| 69. | 13. Juni 2010      | Birmingham      | WTA International      | Rasen             | Cara Black          | Liezel Huber Bethanie Mattek-Sands     | 6:3, 3:2 Aufgabe  |
| 70. | 19. Juni 2010      | Eastbourne      | WTA Premier            | Rasen             | Rennae Stubbs       | Květa Peschke Katarina Srebotnik       | 6:2, 2:6, [13:11] |
| 71. | 14. August 2011    | Toronto         | WTA Premier 5          | Hartplatz         | Liezel Huber        | Wiktoryja Asaranka Marija Kirilenko    | kampflos          |
| 72. | 11. September 2011 | US Open         | Grand Slam             | Hartplatz         | Liezel Huber        | Vania King Jaroslawa Schwedowa         | 4:6, 7:65, 7:63   |
| 73. | 1. Oktober 2011    | Tokio           | WTA Premier 5          | Hartplatz         | Liezel Huber        | Gisela Dulko Flavia Pennetta           | 7:64, 0:6, [10:6] |
| 74. | 30. Oktober 2011   | Istanbul        | WTA Tour Championships | Hartplatz (Halle) | Liezel Huber        | Květa Peschke Katarina Srebotnik       | 6:4, 6:4          |
| 75. | 12. Februar 2012   | Paris           | WTA Premier            | Hartplatz (Halle) | Liezel Huber        | Anna-Lena Grönefeld Petra Martić       | 7:63, 6:1         |
| 76. | 19. Februar 2012   | Doha            | WTA Premier 5          | Hartplatz         | Liezel Huber        | Raquel Kops-Jones Abigail Spears       | 6:3, 6:1          |
| 77. | 25. Februar 2012   | Dubai           | WTA Premier            | Hartplatz         | Liezel Huber        | Sania Mirza Jelena Wesnina             | 6:2, 6:1          |
| 78. | 17. März 2012      | Indian Wells    | WTA Premier Mandatory  | Hartplatz         | Liezel Huber        | Sania Mirza Jelena Wesnina             | 6:2, 6:3          |
| 79. | 26. August 2012    | New Haven       | WTA Premier Mandatory  | Hartplatz         | Liezel Huber        | Andrea Hlaváčková Lucie Hradecká       | 4:6, 6:0, [10:4]  |

### Mixed
| Nr. | Datum          | Turnier     | Kategorie  | Belag     | Partner           | Finalgegner                       | Ergebnis      |
| --- | -------------- | ----------- | ---------- | --------- | ----------------- | --------------------------------- | ------------- |
| 1.  | September 1996 | US Open     | Grand Slam | Hartplatz | Patrick Galbraith | Manon Bollegraf Rick Leach        | 7:66, 7:64    |
| 2.  | Juli 1999      | Wimbledon   | Grand Slam | Rasen     | Leander Paes      | Anna Kurnikowa Jonas Björkman     | 6:4, 3:6, 6:3 |
| 3.  | September 2002 | US Open     | Grand Slam | Hartplatz | Mike Bryan        | Katarina Srebotnik Bob Bryan      | 7:69, 7:61    |
| 4.  | Mai 2003       | French Open | Grand Slam | Sand      | Mike Bryan        | Jelena Lichowzewa Mahesh Bhupathi | 6:3, 6:3      |
| 5.  | 8. Juli 2012   | Wimbledon   | Grand Slam | Rasen     | Mike Bryan        | Jelena Wesnina Leander Paes       | 6:3, 5:7, 6:4 |

### Team
| Nr. | Datum       | Turnier    | Kategorie | Belag     | Partner     | Finalgegner                      | Ergebnis |
| --- | ----------- | ---------- | --------- | --------- | ----------- | -------------------------------- | -------- |
| 1.  | Januar 2006 | Hopman Cup | ITF       | Hartplatz | Taylor Dent | Michaëlla Krajicek Peter Wessels | 2:1      |

## Resultate bei bedeutenden Turnieren

### Einzel
Die Tabelle listet die Ergebnisse der Grand-Slam-Turniere, der Tour Championships, der Olympischen Spiele, des Fed Cups bzw. Billie Jean King Cups und der Turniere folgender Kategorien auf: 1990–2008: Tier I, 2009–2020: Premier Mandatory und Premier 5, ab 2021: WTA 1000.
| Turnier            | 1989 | 1990 | 1991 | 1992 | 1993 | 1994 | 1995 | 1996 | 1997 | 1998 | 1999 | 2000 | 2001 | 2002 | 2003 | 2004 | 2005 | 2006 | 2007 | Karriere |
| ------------------ | ---- | ---- | ---- | ---- | ---- | ---- | ---- | ---- | ---- | ---- | ---- | ---- | ---- | ---- | ---- | ---- | ---- | ---- | ---- | -------- |
| Australian Open    | —    | —    | —    | —    | —    | 2    | 3    | 1    | 2    | 3    | 1    | 2    | 1    | 3    | 2    | VF   | 3    | 1    | —    | 1 × VF   |
| French Open        | —    | —    | —    | —    | —    | 1    | —    | 1    | AF   | 1    | 1    | 2    | 1    | 1    | 2    | 2    | 1    | 1    | —    | 1 × AF   |
| Wimbledon          | —    | —    | —    | —    | AF   | 1    | AF   | 2    | 2    | 1    | AF   | VF   | 3    | AF   | 3    | 2    | 1    | 2    | —    | 1 × VF   |
| US Open            | 1    | 1    | Q1   | 2    | 2    | 3    | 2    | AF   | 2    | 3    | 2    | 3    | 3    | 3    | 2    | 3    | 2    | 1    | —    | 1 × AF   |
| Tour Championships | —    | —    | —    | —    | —    | —    | —    | —    | —    | —    | —    | —    | —    | —    | —    | —    | —    | —    | —    | —        |
| Chicago            |      | —    |      |      |      |      |      |      |      |      |      |      |      |      |      |      |      |      |      | —        |
| Boca Raton         |      |      | —    | 2    |      |      |      |      |      |      |      |      |      |      |      |      |      |      |      | 1 × 2R   |
| Indian Wells       |      |      |      |      |      |      |      |      | 2    | —    | 2    | 2    | AF   | VF   | 3    | 3    | 3    | 3    | —    | 1 × VF   |
| Miami              |      | —    | —    | —    | 2    | 1    | AF   | 3    | 3    | —    | —    | 3    | 3    | 3    | 3    | 3    | 2    | 1    | —    | 1 × AF   |
| Hilton Head Island |      | —    | —    | —    | —    | 2    | 2    | 1    | 2    | HF   | 2    | AF   |      |      |      |      |      |      |      | 1 × HF   |
| Charleston         |      |      |      |      |      |      |      |      |      |      |      |      | AF   | 1    | —    | 1    | 2    | 1    | —    | 1 × AF   |
| Rom                |      | —    | —    | —    | —    | —    | —    | —    | —    | VF   | —    | 2    | —    | —    | —    | 1    | —    | —    | —    | 1 × VF   |
| Berlin             |      | —    | —    | —    | —    | —    | —    | —    | —    | 2    | AF   | —    | —    | —    | —    | —    | —    | —    | —    | 1 × AF   |
| San Diego          |      |      |      |      |      |      |      |      |      |      |      |      |      |      |      | 1    | 2    | 1    | —    | 1 × 2R   |
| Kanada             |      | —    | —    | 2    | 2    | —    | —    | 2    | 2    | 1    | —    | —    | 1    | 1    | —    | —    | —    | —    | —    | 4 × 2R   |
| Tokio              |      |      |      |      | —    | —    | —    | AF   | AF   | —    | AF   | AF   | AF   | 1    | HF   | 1    | —    | AF   | Q1   | 1 × HF   |
| München            |      |      |      |      |      |      |      |      |      | —    | —    |      |      |      |      |      |      |      |      | —        |
| Zürich             |      |      |      |      | —    | AF   | AF   | AF   | HF   | AF   | 1    | —    | AF   | 1    | —    | 1    | —    | Q2   | —    | 1 × HF   |
| Philadelphia       |      |      |      |      | AF   | AF   | AF   |      |      |      |      |      |      |      |      |      |      |      |      | 3 × AF   |
| Moskau             |      |      |      |      |      |      |      |      | —    | 1    | HF   | AF   | —    | —    | 1    | —    | Q3   | —    | —    | 1 × HF   |
| Olympische Spiele  |      |      |      | —    |      |      |      | —    |      |      |      | —    |      |      |      | AF   |      |      |      | 1 × AF   |
| Fed Cup            |      |      |      |      |      |      |      |      | PO   | HF   |      | S    |      |      | F    |      |      |      |      | 1 × S    |

Zeichenerklärung: S = Turniersieg; F, HF, VF, AF = Einzug ins Finale, Halb-, Viertel-, Achtelfinale; 1, 2, 3 = Ausscheiden in der 1., 2., 3. Haupt- / Finalrunde; Q1, Q2, Q3 = Ausscheiden in der 1., 2. 3. Qualifikationsrunde; RR = Round Robin (Gruppenphase); nicht ausgetragen oder andere Kategorie; PO (Playoff), P2 = Auf-/Abstiegsrunde zur Weltgruppe I/II im Fed Cup; W2, K1, K2, K3 = Teilnahme in der Weltgruppe II, Kontinentalgruppe I, II, III im Fed Cup.

### Doppel
Die Tabelle listet die Ergebnisse der Grand-Slam-Turniere, der Tour Championships, der Olympischen Spiele, des Fed Cups bzw Billie Jean King Cups und der Turniere folgender Kategorien auf: 1990–2008: Tier I, 2009–2020: Premier Mandatory und Premier 5, ab 2021: WTA 1000.
| Turnier            | 1990 | 1991 | 1992 | 1993 | 1994 | 1995 | 1996 | 1997 | 1998 | 1999 | 2000 | 2001 | 2002 | 2003 | 2004 | 2005 | 2006 | 2007 | 2008 | 2009 | 2010 | 2011 | 2012 | 2013 | 2014 | 2015 | Karriere |
| ------------------ | ---- | ---- | ---- | ---- | ---- | ---- | ---- | ---- | ---- | ---- | ---- | ---- | ---- | ---- | ---- | ---- | ---- | ---- | ---- | ---- | ---- | ---- | ---- | ---- | ---- | ---- | -------- |
| Australian Open    | —    | —    | —    | —    | AF   | HF   | VF   | F    | HF   | HF   | S    | 1    | HF   | HF   | 2    | 2    | F    | HF   | 1    | AF   | HF   | AF   | VF   | 2    | AF   | 1    | 1 × S    |
| French Open        | —    | —    | —    | —    | F    | —    | AF   | F    | 1    | 1    | AF   | HF   | F    | AF   | HF   | VF   | S    | HF   | AF   | AF   | AF   | HF   | 1    | —    | AF   | —    | 1 × S    |
| Wimbledon          | —    | —    | —    | —    | AF   | 1    | AF   | VF   | HF   | AF   | HF   | S    | VF   | HF   | HF   | 1    | AF   | HF   | F    | 1    | VF   | VF   | HF   | 2    | 2    | VF   | 1 × S    |
| US Open            | 2    | —    | —    | 2    | VF   | AF   | 2    | AF   | HF   | AF   | VF   | S    | AF   | 2    | VF   | S    | HF   | AF   | F    | 1    | VF   | S    | AF   | AF   | AF   | 1    | 3 × S    |
| WTA Finals         | —    | —    | —    | —    | 1    | —    | 1    | —    | HF   | HF   | HF   | S    | HF   | —    | —    | S    | S    | —    | —    | —    | HF   | S    | HF   | —    | —    | —    | 4 × S    |
| Chicago            | —    |      |      |      |      |      |      |      |      |      |      |      |      |      |      |      |      |      |      |      |      |      |      |      |      |      | —        |
| Boca Raton         |      | —    | —    |      |      |      |      |      |      |      |      |      |      |      |      |      |      |      |      |      |      |      |      |      |      |      | —        |
| Doha               |      |      |      |      |      |      |      |      |      |      |      |      |      |      |      |      |      |      | —    |      |      |      | S    | VF   | AF   |      | 1 × S    |
| Dubai              |      |      |      |      |      |      |      |      |      |      |      |      |      |      |      |      |      |      |      | AF   | AF   | VF   |      |      |      | —    | 1 × VF   |
| Indian Wells       |      |      |      |      |      |      |      | F    | —    | VF   | 1    | HF   | S    | S    | AF   | HF   | S    | S    | 1    | 1    | 1    | 1    | S    | AF   | —    | HF   | 5 × S    |
| Miami              | —    | —    | —    | —    | AF   | AF   | AF   | 1    | —    | —    | VF   | F    | S    | AF   | HF   | F    | S    | S    | VF   | F    | HF   | AF   | 1    | F    | 1    | 1    | 3 × S    |
| Hilton Head Island | —    | —    | —    | —    | HF   | —    | VF   | HF   | F    | VF   | VF   |      |      |      |      |      |      |      |      |      |      |      |      |      |      |      | 1 × F    |
| Charleston         |      |      |      |      |      |      |      |      |      |      |      | S    | S    | —    | F    | HF   | S    | AF   | VF   |      |      |      |      |      |      |      | 3 × S    |
| Rom                | —    | —    | —    | —    | —    | —    | —    | —    | VF   | —    | S    | —    | —    | —    | AF   | —    | AF   | AF   | AF   | VF   | HF   | AF   | HF   | AF   | AF   | —    | 1 × S    |
| Madrid             |      |      |      |      |      |      |      |      |      |      |      |      |      |      |      |      |      |      |      | F    | AF   | AF   | AF   | 1    | 1    | AF   | 1 × F    |
| Berlin             | —    | —    | —    | —    | —    | —    | —    | —    | HF   | 1    | —    | —    | —    | —    | —    | —    | —    | S    | —    |      |      |      |      |      |      |      | 1 × S    |
| San Diego          |      |      |      |      |      |      |      |      |      |      |      |      |      |      | HF   | AF   | HF   | —    |      |      |      |      |      |      |      |      | 2 × HF   |
| Cincinnati         |      |      |      |      |      |      |      |      |      |      |      |      |      |      |      |      |      |      |      | AF   | F    | VF   | AF   | AF   | —    | AF   | 1 × F    |
| Kanada             | —    | —    | —    | AF   | —    | —    | VF   | VF   | AF   | —    | —    | VF   | AF   | —    | —    | —    | —    | —    | —    | —    | —    | S    | HF   | —    | —    | —    | 1 × S    |
| Tokio              |      |      |      | —    | —    | —    | HF   | VF   | —    | VF   | HF   | S    | S    | F    | HF   | —    | S    | S    | F    | VF   | HF   | S    | HF   | 1    |      |      | 5 × S    |
| Wuhan              |      |      |      |      |      |      |      |      |      |      |      |      |      |      |      |      |      |      |      |      |      |      |      |      | 1    | —    | 1 × 1R   |
| München            |      |      |      |      |      |      |      |      | —    | —    |      |      |      |      |      |      |      |      |      |      |      |      |      |      |      |      | —        |
| Zürich             |      |      |      | —    | 1    | 1    | —    | 1    | VF   | S    | —    | S    | —    | VF   | 1    | HF   | HF   | F    |      |      |      |      |      |      |      |      | 2 × S    |
| Philadelphia       |      |      |      | VF   | HF   | HF   |      |      |      |      |      |      |      |      |      |      |      |      |      |      |      |      |      |      |      |      | 2 × HF   |
| Peking             |      |      |      |      |      |      |      |      |      |      |      |      |      |      |      |      |      |      |      | 1    | 1    | HF   | 1    | VF   | AF   | —    | 1 × HF   |
| Moskau             |      |      |      |      |      |      |      | —    | F    | S    | HF   | —    | —    | —    | —    | S    | 1    | —    | —    |      |      |      |      |      |      |      | 2 × S    |
| Olympische Spiele  |      |      | —    |      |      |      | —    |      |      |      | —    |      |      |      | VF   |      |      |      | —    |      |      |      | KF   |      |      |      | 1 × VF   |
| Fed Cup            |      |      |      |      |      |      |      | PO   | HF   |      | S    |      |      | F    |      |      |      |      |      |      |      |      |      |      |      |      | 1 × S    |

Zeichenerklärung: S = Turniersieg; F, HF, VF, AF = Einzug ins Finale, Halb-, Viertel-, Achtelfinale; 1, 2, 3 = Ausscheiden in der 1., 2., 3. Haupt- / Finalrunde; Q1, Q2, Q3 = Ausscheiden in der 1., 2. 3. Qualifikationsrunde; KF (kleines Finale) = unterlegen im Spiel um Platz drei; RR = Round Robin (Gruppenphase); nicht ausgetragen oder andere Kategorie; PO (Playoff), P2 = Auf-/Abstiegsrunde zur Weltgruppe I/II im Fed Cup; W2, K1, K2, K3 = Teilnahme in der Weltgruppe II, Kontinentalgruppe I, II, III im Fed Cup.

### Mixed
| Turnier         | 1990 | 1991 | 1992 | 1993 | 1994 | 1995 | 1996 | 1997 | 1998 | 1999 | 2000 | 2001 | 2002 | 2003 | 2004 | 2005 | 2006 | 2007 | 2008 | 2009 | 2010 | 2011 | 2012 | 2013 | 2014 | 2015 | Karriere |
| --------------- | ---- | ---- | ---- | ---- | ---- | ---- | ---- | ---- | ---- | ---- | ---- | ---- | ---- | ---- | ---- | ---- | ---- | ---- | ---- | ---- | ---- | ---- | ---- | ---- | ---- | ---- | -------- |
| Australian Open | —    | —    | —    | —    | —    | VF   | HF   | VF   | VF   | 1    | 1    | AF   | AF   | AF   | VF   | —    | AF   | VF   | AF   | 1    | HF   | 1    | VF   | —    | AF   | AF   | HF       |
| French Open     | —    | —    | —    | —    | AF   | —    | 2    | F    | AF   | VF   | AF   | VF   | AF   | S    | 1    | VF   | 1    | VF   | 1    | AF   | 1    | 1    | 1    | VF   | 1    | —    | S        |
| Wimbledon       | —    | —    | —    | —    | AF   | 1    | 1    | 2    | 1    | S    | AF   | AF   | VF   | VF   | 2    | HF   | AF   | 2    | AF   | AF   | F    | 2    | S    | F    | —    | 1    | S        |
| US Open         | 1    | —    | —    | —    | 1    | 1    | S    | HF   | F    | AF   | 1    | F    | S    | VF   | AF   | AF   | 1    | 1    | AF   | VF   | VF   | AF   | 1    | AF   | 1    | AF   | S        |